# 以色列國防軍軍官學校

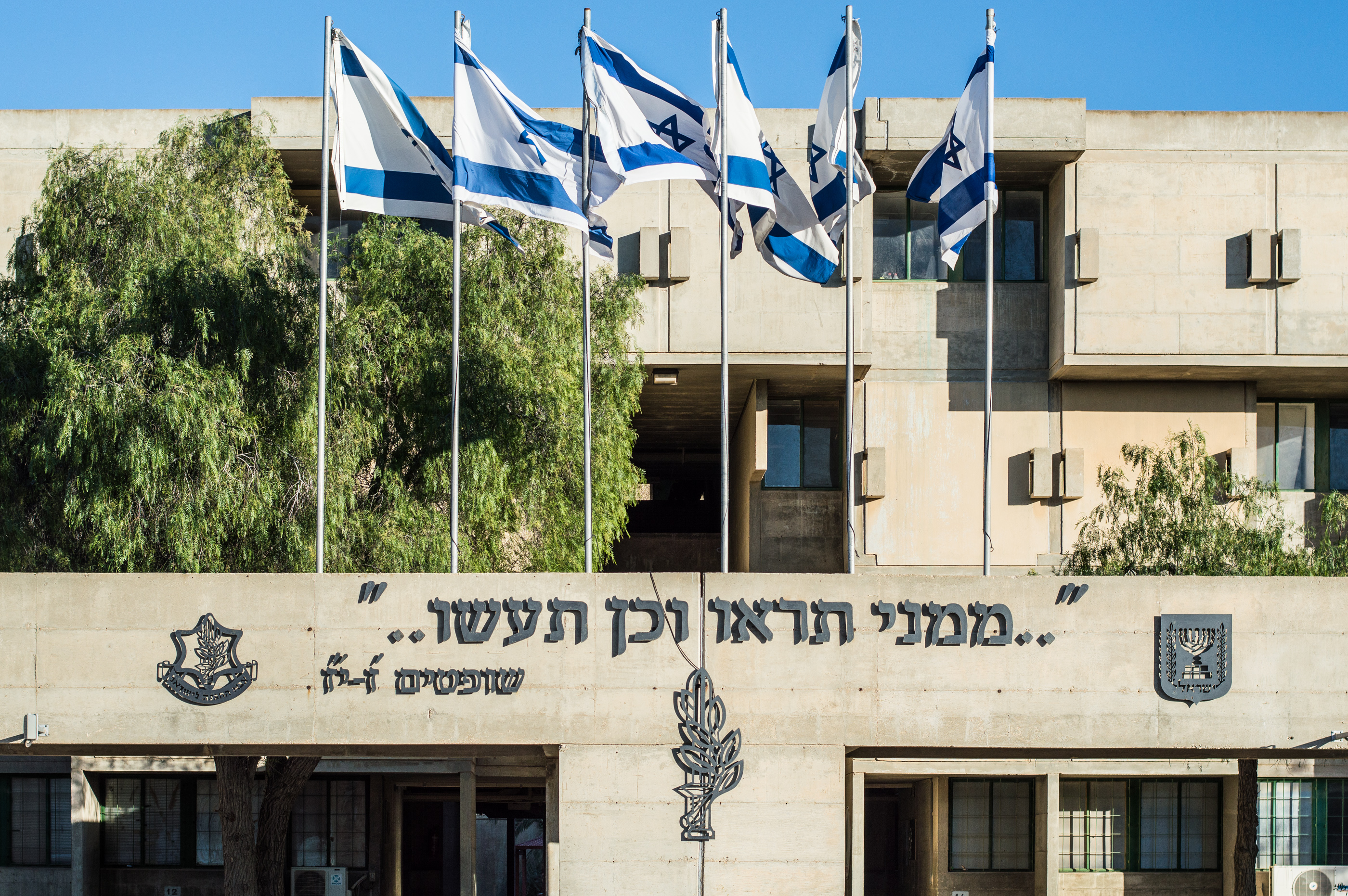
學校入口

以色列國防軍軍官學校（希伯來語：‎，簡寫B.H.D.1）是以色列国防军的軍官訓練基地，負責培訓以軍大部分軍官（飛行員、海員和網路軍官除外）。在緊急情況下，BHD 1可充當步兵旅（第261步兵旅）。因此，該旅多次參加以色列戰爭，包括六日戰爭、贖罪日戰爭、第一次黎巴嫩戰爭阿克薩群眾起義及以色列—哈瑪斯戰爭。